# 마리아 도일 케네디
마리아 도일 케네디(Maria Doyle Kennedy, 1964년 9월 25일 ~ )는 아일랜드의 배우이자 가수이다.

## 배우 활동
- 1991년 커미트먼트 단역
- 1995년 낫씽 퍼스널 조연
- 1996년 몰 플랜더스 단역
- 1997년 달콤한 중매쟁이 조연
- 1997년 퍼더 제스처 단역
- 1998년 장군 주연 프랜시스 역
- 1999년 미스 줄리 주연
- 2005년 타라 로드 조연 로즈메리 역
- 2006년 덱스터 시즌 1 조연
- 2007년 튜더스 1 : 왕의 여자들 주연 퀸 캐서린 오브 아라곤 역
- 2008년 튜더스 2 : 천일의 연인 주연
- 2010년 덱스터 시즌 5 조연 손야 역
- 2011년 앨버트놉스 조연 메리 역
- 2012년 비잔티움 조연 모라그 역
- 2013년 천번의 굿나잇 조연
- 2013년 ~ 현재 오펀 블랙 주연 에스 여사 역
- 2015년 주피터 어센딩 조연 알렉사 역
- 2016년 싱 스트리트 코너의 엄마 역
- 2017년 컨저링 2 조연
- 2017년 현상금 사냥꾼 매기 역
- 2020년 울프워커스 메브엄마 목소리 역